# TeX
TEX (scritto anche TeX; /ˈtek/) è un programma di tipografia digitale, adatto alla stesura di testi scientifici e matematici. Creato da Donald Knuth nel 1978, TeX è scritto in WEB, un linguaggio che inframmezza Pascal e documentazione TeX. Per sfruttare la maggiore diffusione dei compilatori C, le distribuzioni TeX più recenti sono ottenute usando il programma Web2C per convertire il codice sorgente da WEB al Linguaggio C.
TEX ha conosciuto varie versioni, contraddistinte, per scelta del suo creatore, da un numero decimale finito che parte da 3.0 e converge a π. Al 2021 si è arrivati alla versione 3.141592653. Tutte le versioni successive alla 3.0 sono determinate dalla correzione di bug e non presentano novità sostanziali nell'architettura fondamentale, che è cristallizzata alla prima versione, avendo l'autore preferito garantire nel tempo l'uniformità di output, sacrificando a tale esigenza possibili migliorie e aggiunte da lui stesso ritenute utili.

## Storia
Il programma venne creato da Donald Knuth nel 1978, contemporaneamente a METAFONT e ai tipi di carattere Computer Modern, affinché l'autore potesse disporre degli strumenti per un'editoria scientifica di alta qualità nella scrittura del libro The Art of Computer Programming.
È distribuito attualmente con una licenza di software libero e gode di ampia popolarità in campo universitario, specialmente nell'ambito della matematica, della fisica, e dell'informatica.

## Origine del termine
La pronuncia del nome non è “tex”, bensì “tek”, poiché l'origine del nome TEX deriva dalla radice della parola greca τέχνη, téchnē, "arte, tecnica, tecnologia". La terminazione presente del nome è la lettera greca chi maiuscola (Χ) la cui grafia si confonde con quella della latina "ics" (X).

## Programmi derivati
Dal programma e dal suo linguaggio di markup interno sono poi stati ricavati linguaggi di più alto livello, come LATEX e ConTeXt, al fine di permettere una più rapida composizione di documenti di alta qualità e non solamente votati alla matematica.

## Manualistica
The TeXbook, sempre scritto da Donald Knuth, è il manuale d'uso di TEX e sicuramente uno dei libri più completi su questo programma.

## Esempi diTEX
Per scrivere il tradizionale programma di esempio Ciao Mondo in plain TEX, basta creare un file ciao.tex con il seguente contenuto:
```
Ciao, Mondo!

\bye
          
% indica la fine del file; non è mostrato nell'output finale

```

## Produzione di un documento conTEX
La produzione di un documento TEX prevede una prima fase di scrittura del codice sorgente, un file di testo puro ASCII contenente il testo del documento frammisto a istruzioni che saranno interpretate da TEX. La seconda fase della produzione prevede la compilazione del codice sorgente, salvato generalmente con estensione .tex, con il programma tex. Questo molto spesso avviene lanciando da un interprete dei comandi del proprio sistema operativo qualcosa di simile a:
```
$
 tex nomefile.tex

```

(Il dollaro indica il prompt dei comandi). In questa seconda fase TEX produce alcuni file, detti codici oggetto, il più importante dei quali è il file dvi (DeVice Independent). Possiamo quindi ottenere file in formato PostScript, Portable Document Format (PDF) oppure HTML a partire dal file .dvi per mezzo di altri programmi accessori, quali dvips, dvipdf  o latex2html. Alcuni programmi più recenti elaborano il file sorgente producendo direttamente il risultato in pdf, ad esempio, pdfTeX, XeTeX e LuaTeX.